# Ritoznoj
Ritoznoj je razloženo naselje na prisojnem jugovzhodnem obronku Pohorja v Občini Slovenska Bistrica. Nahaja se severovzhodno od Slovenske Bistrice, nad dolino Šentovskega potoka. V smeri proti Zgornji Polskavi je zaselek Pipanje.
Prva omemba naselja sega okrog leta 1500. Na razgledni točki pobočja stoji cerkev sv. Marjete.
Podlaga iz metamorfnih kamnin in strma prisojna lega omogočata kakovostno vinogradništvo. Naselje je znano po zvrsti vina ritoznojčan.